# Kurzgespräch (T. H. Lohse)
| Diese Baustelle befindet sich fälschlicherweise im Artikelnamensraum. Bitte verschiebe die Seite oder entferne den Baustein {{Baustelle}}. |

Solltest du über eine Suchmaschine darauf gestoßen sein, bedenke, dass der Text noch unvollständig sein und Fehler oder ungeprüfte Aussagen enthalten kann. Wenn du Fragen zum Thema hast, nimm Kontakt mit den Autoren auf.

Kurzgespräch nennt sich das seelsorgerliche Beratungsgespräch und -methode, die der evangelische Pfarrer Timm H. Lohse entwickelt hat. 
Lohses Beratungsmethode will "in aller Kürze" auf die Anfrage einer Rat suchenden Person eingehen und deren Selbstorganisation so aktivieren, dass ihr ein eigenständiges Handeln ermöglicht wird. Die beratende Person führt  die Gesprächspartnerin bzw. den Gesprächspartner zu der von ihm selbst angestrebten Lösung.

## Kritik
Lohses angestrebtes Ziel ist, im Rahmen der kurzen Gelegenheit, die sich häufig spontan ergibt, gezielt ressourcen- und lösungsorientiert zu arbeiten, dazu er ein Buch geschrieben hat, das in seinem überwiegenden Teil aufzeigt, mit welchem Gesprächsverhalten die beratende Person dafür sorgen kann, dass das Kurzgespräch tatsächlich ein Kurzgespräch bleibt - und als solches den ihm angemessenen Erfolg anstrebt. Theoretische Reflexionen über Hintergrund, Verfahrensfragen, Methodologie, Menschenbild usw. fehlen völlig im Buch, das mit sehr vielen Fallbeispielen angefüllt ist. Auffällig ist, dass das Buch aus der Beratungspraxis stammt und nicht aus der Gemeindearbeit. Trotzdem hält der Autor diese Art des Kurzgespräches auch auf andere Kontexte, also auch Gemeindearbeit, übertragbar und untermauert dies mit einigen ihm zugetragenen Fallbeispielen. Aus der Sicht von Rolf Theobald ist diese Übertragbarkeit nochmals kritisch zu prüfen und zu differenzieren, vor allem hinsichtlich der Beziehungsgestaltung zwischen Pastorand und Pastor und, damit zusammenhängend, des sozialen Kontextes Gemeinde.
Lohses Methode des kurzen Beratungsgesprächs stellt eine klar strukturierte und differenzierte Beratungsmodell dar, für Menschen, die einen konkreten Impuls suchen, um aus einer Sackgasse heraus zu finden. Allerdings setzt es eine sehr spezifische Ausgangssituation wie auch eine stabile Position des Seelsorgers voraus.
Wolfgang Drechsel beobachtet, dass Lohses Kurzgespräch auf unterschiedlichsten Ebenen zum repräsentativen Gesamtsymbol des Umgangs mit der Seelsorge bei Gelegenheit geworden ist – wie z. B. bei Morgenthaler – und zugleich zum Programm, mit dem das therapeutische Ideal auch in der Alltagsseelsorge Einzug gehalten hat. 
Drechsel kritisiert die Hervorhebung und Dominanz als zentrale bzw. alleinige Perspektive, sie blendet nicht nur systematisch all die Bereiche (in ihrer seelsorglichen Qualität) aus, in denen auch Seelsorge bei Gelegenheit auf »bloße« Unterhaltung hinausläuft, wo unmittelbares Kontaktbedürfnis befriedigt wird und triviale Geschichten aus dem Leben erzählt werden. Lohses Methode tendiert nach Drechsel auch dazu, all die Situationen zumindest indirekt abzuwerten, bei denen keine Lösung erreicht werden kann und muss, wo es also schlicht darum geht, etwas benannt, mitgeteilt und somit geteilt zu haben. Denn in vielen Fällen dient der Einsatz der Methode des Kurzgesprächs eher der Stabilisierung des Seelsorgers, als der Klärung eines nächsten Schritts beim Seelsorgepartner, vor allem dann, wenn dieser möglicherweise gar keinen nächsten Schritt machen will, sondern ganz andere Gründe hatte, den Seelsorger anzusprechen.